# Ljudmila Valentinovna Berlinskaja
Ljudmila Valentinovna Berlinskaja (in russo Людмила Валентиновна Берлинская?; Mosca, 30 dicembre 1960) è una pianista e attrice russa.

## Biografia
Ljudmila Berlinskaja è nata da madre avvocato e padre musicista: il violoncellista Valentin Berlinskij, fondatore del Quartetto Borodin.
Durante tutta l'infanzia, Ljudmila approfitta della presenza attorno ai suoi genitori di numerosi artisti e personalità dell'intellighenzia russa, quali i compositori Mieczysław Weinberg, Dmitrij Šostakovič, Alfred Schnittke, Sofija Gubajdulina; gli interpreti Mstislav Rostropovič, David Ojstrach, Daniil Šafran, Jakov Zak, Alexander Goldenweiser, Jakov Flier; i direttori d'orchestra Jurij Temirkanov, Evgenij Svetlanov, Gennadij Roždestvenskij, Dmitrij Kitaenko; i pittori Anatolij Zverev, Nikolaj Silis, Vadim Sidur, Vladimir Lemport, Rustam Hamdamov, Dmitrij Krasnopevcev, lo scrittore Aleksandr Solženicyn e l'accademico Andrej Sakharov.
Ljudmila Berlinskaja comincia a suonare il pianoforte all'età di cinque anni e un anno più tardi viene ammessa alla Scuola Gnessin nella classe di Anna Kantor, nota soprattutto per avere insegnato a Evgeny Kissin e Nikolaj Demidenko. A 17 anni, entra al Conservatorio di Mosca, nel corso di Michail Voskresenskij.
Dall'età di 14 anni, inizia a esibirsi con il Quartetto Borodin; a 15, debutta con l'orchestra e parte in tournée in tutta l'URSS, suonando sia come solista che musica da camera, dai paesi baltici alla Kamčatka, dall'Ucraina alla Siberia, assieme ad altri giovani talentuosi, quali Aleksandr Rudin o Aleksandr Knjazev. Dai 17 anni, suona con musicisti di grande fama, come Yuri Bashmet e Viktor Tret'jakov; a 19 anni, ha già calcato i palcoscenici delle più grandi sale sovietiche, a Mosca, San Pietroburgo, Nižnij Novgorod e ulteriori capitali culturali.
Del tutto parallelamente alla sua vita musicale, si verifica un evento molto importante: a 13 anni, Ljudmila Berlinskaja viene scelta per interpretare uno dei tre ruoli principali nel film Il Grande Viaggio cosmico di Valentin Ivanovič Selivanov, che ottiene un successo fenomenale e diventa l'emblema di una generazione. In questo film, Ljudmila interpreta le due canzoni più famose (Ты мне веришь или нет; млечный путь), composte da Aleksej Rybnikov; tali canzoni popolari sono state trasmesse spessissimo alla radio in Russia, da allora fino a oggi. In seguito, la Berlinskaja riceve numerose proposte cinematografiche, tutte rifiutate in favore della musica.
A 15 anni, Ljudmila Berlinskaja entra nell'entourage privilegiato di Svjatoslav Richter. Scelta e protetta da Richter stesso, Ljudmila lo considera il suo padre spirituale e s'impregna dell'atmosfera creativa che regna attorno a questo immenso artista. In tale periodo, dalla fine degli anni ‘70 e inizio degli ‘80, diviene persino la voltapagine ufficiale del maestro… una notorietà un poco particolare.
Oltre all'influenza personale di Svjatoslav Richter, che segnerà notevolmente le sue scelte future, Ljudmila Berlinskaja approfitta di questa conoscenza, grazie alla quale frequenta numerosi artisti: Jurij Borisov, Evgenij Mravinskij, Galina Ulanova, Boris Pokrovskij, Ivan Kozlovskij, Dietrich Fischer-Dieskau, Peter Schreier, Christoph Eschenbach, Vladimir Vasil’ev, Stanislav Neuhaus, Natalija Gutman, Oleg Kagan, Innokentij Smoktunovskij ecc.
Partecipa spesso al festival ideato da Richter, presso il Museo Puškin delle belle arti: il festival delle “Notti di Dicembre”, la cui programmazione è ogni anno strettamente collegata a un tema e a una mostra organizzata dal suddetto museo nella sala dove si tengono i concerti.
Tra le sue frequenti partecipazioni a tale festival, si ricorderà che ha suonato a quattro mani con Svjatoslav Richter (edizione del 1985) e che l'ha sostituito all'ultimo momento nella parte di pianoforte per l'opera di Benjamin Britten Il giro di vite.
Noto a causa della sua diffidenza nei riguardi dei concorsi, Richter scoraggia Ljudmila Berlinskaja a percorrere quella strada. Infatti, tranne alcune esperienze - tutte suggellate da vittorie (Primi Premi ai concorsi di musica da camera di Parigi e Firenze; Premio Leonardo) - lei segue i suoi consigli e rinuncia a presentarsi ai maggiori concorsi internazionali.
Proprio da Richter incontra Vladimir Ziva, un giovane direttore d'orchestra. Si sposano e hanno un figlio, Dmitrij Berlinskij, da non confondere con l'omonimo violinista. Il figlio di Ljudmila Berlinskaja è oggi un violoncellista professionista, dopo avere studiato con Pavel Gomzjakov, Natal'ja Šachovskaja e Roland Pidoux.
All'inizio degli anni ‘90, Ljudmila Berlinskaja si stabilisce a Parigi con il secondo marito, Anton Matalaev, primo violino del Quartetto Anton, fresco di vittoria del “Grand Prix” al Concorso di Évian. A Parigi, Ljudmila comincia a suonare regolarmente con Mstislav Rostropovič e anche in tutta Europa. Dopo il loro primo concerto al Municipio di Parigi, la Signora Chirac - all'epoca moglie del sindaco Jacques Chirac - offre a Ljudmila la possibilità di organizzare un festival, il Salone Musicale Russo.
Anton Matalaev e Ljudmila Berlinskaja hanno una figlia, Maša Matalaev, nata nel 1991. Anton Matalaev muore nel 2002.
Gli anni ‘90 sono contrassegnati da numerosi incontri e da un'intensa attività concertistica. Ljudmila Berlinskaja si esibisce in recital e musica da camera nelle maggiori sale internazionali, quali Wigmore Hall e Barbican Hall a Londra, Concertgebouw di Amsterdam, Teatro degli Champs Élysées e Sala Gaveau a Parigi, Conservatorio di Mosca, Fenice di Venezia, Accademie Reali di Bruxelles e Madrid, nonché in moltissimi festival.
Grande esperta di musica da camera, viene contattata e richiesta da nuovi partner musicali, come Gautier Capuçon, Henri Demarquette, David Geringas, Alain Meunier, Pavel Gomzjakov, Philippe Muller, Dominique de Williencourt, Gérard Poulet, Sarah Nemtanu, Gérard Caussé, Jean-Marc Luisada, François-René Duchâble, Paul Meyer, il Quartetto Modigliani, il Quartetto Orlando, il Quartetto Danel, il quartetto Fine Arts Quartet, il Quartetto di San Pietroburgo, il Quartetto Ardeo, il Quintetto Moraguès e altri ensemble prestigiosi.
Ljudmila Berlinskaja è considerata una delle maggiori esperte della musica di Šostakovič, avendo suonato tutta la sua musica da camera per pianoforte, con partner famosi, persino le opere più rare o inedite.
Nel 2001, crea il suo secondo festival, "Primavera Musicale a Parigi", che si svolge in diverse sale della capitale francese. Tale festival organizza fra l'altro l'edizione parigina di Prometeo di Aleksandr Skrjabin, nonché, per la prima volta a Parigi dopo George Balanchine, l'Aubade di Poulenc nella versione concerto e balletto.
Parallelamente alla sua attività di concertista, Ljudmila Berlinskaja insegna dal 2006 presso la Scuola Normale di Musica di Parigi "Alfred Cortot".
Nel giugno 2009, fonda l'Associazione Berlinsky, a seguito della morte di Valentin Berlinskij, avvenuta il 15 dicembre 2008.
Nel 2011, crea un duo di pianoforte in compagnia di suo marito e pianista francese Arthur Ancelle. Il loro primo disco esce nella primavera 2012 per “Saphir Productions”, dedicato alle opere di Pëtr Il'ič Čajkovskij e ottiene numerosi riconoscimenti. Il secondo album, incentrato sui balletti di Sergej Prokof'ev, viene pubblicato nel 2014 con l'etichetta “Melodiya”: si tratta della prima registrazione interamente prodotta e realizzata da Melodiya dopo la caduta dell'URSS.
Ljudmila Berlinskaja è anche la co-direttrice artistica di un nuovo festival musicale nel dipartimento francese Loir et Cher, "La Clé des Portes" (“La Chiave delle Porte”), ideato su iniziativa dell'associazione imprenditoriale “Portes de Chambord”.

## Discografia
- Schumann: December Nights 1985 - Svjatoslav Richter, Quartetto Borodin, Ljudmila Berlinskaja - Melodiya (Мелодия)
- Rachmaninoff: Sonata per violoncello, Vocalizzo, Trio Elegiaco - Valentin Berlinsky, Anton Matalaev, Ljudmila Berlinskaja
- Glinka: Opere per pianoforte, Gran Sestetto - Ljudmila Berlinskaja, Quartetto Borodin, Grigori Kovalevski - Europe Arts
- Schnittke: Quartetto n. 3, Quintetto, Quartetto con pianoforte - Quartetto Borodin, Ljudmila Berlinskaja - Virgin Classics
- Mendelssohn, Janacek, Strauss: Sonate per violino e pianoforte - Gérard Poulet, Ljudmila Berlinskaja - Saphir Productions
- Tchaikovsky: Francesca da Rimini, Lo Schiaccianoci - Ljudmila Berlinskaja, Arthur Ancelle - Saphir Productions
- Prokof'ev: Romeo e Giulietta, Cenerentola - Ljudmila Berlinskaja, Arthur Ancelle - Melodiya